# Ed Sullivan
Ed Sullivan, all'anagrafe Edward Vincent Sullivan (New York, 28 settembre 1901 – New York, 13 ottobre 1974), è stato un conduttore televisivo, showman e giornalista statunitense. È stato anche sceneggiatore e attore.
Soprannominato "The Great Stone Face", è conosciuto per aver ideato e condotto dal 1948 al 1971 una trasmissione televisiva durata 1.054 puntate, chiamata dapprima Toast of the Town e quindi Ed Sullivan Show. Trasmesso per 23 anni, il programma detiene il record di varietà più longevo della storia della televisione statunitense. «Esso fu, secondo qualsiasi metro di giudizio, l'ultimo grande show televisivo», disse il critico David Hinckley. La sua popolarità negli Stati Uniti è paragonabile a quella di Mike Bongiorno in Italia.
Da giornalista di gossip dello spettacolo contribuì, con vari articoli, alla crociata che le istituzioni americane (nello specifico l'F.B.I di Edgar G. Hoover) fecero contro Charlie Chaplin e le sue idee politiche che costeranno l'esilio (1952) dagli Stati Uniti all'attore e regista inglese. 
Sullivan fu un pioniere nel campo televisivo sotto molti aspetti durante il periodo delle prime trasmissioni tv. Come scrisse il critico televisivo David Bianculli, "prima di MTV, Sullivan presentava rockstar al pubblico. Prima di Bravo, presentava musica jazz e classica. Prima di Comedy Channel, persino prima del Tonight Show, Sullivan scopriva nuovi talenti comici e li rendeva famosi. Prima che ci fossero 500 canali, prima della tv via cavo, Ed Sullivan era l'unica opzione. Fin dall'inizio, egli fu indubbiamente il miglior presentatore della sua epoca". Nel 1996, Sullivan si classificò alla posizione numero 50 nella lista "50 Greatest TV Stars of All Time" di TV Guide.

## Biografia

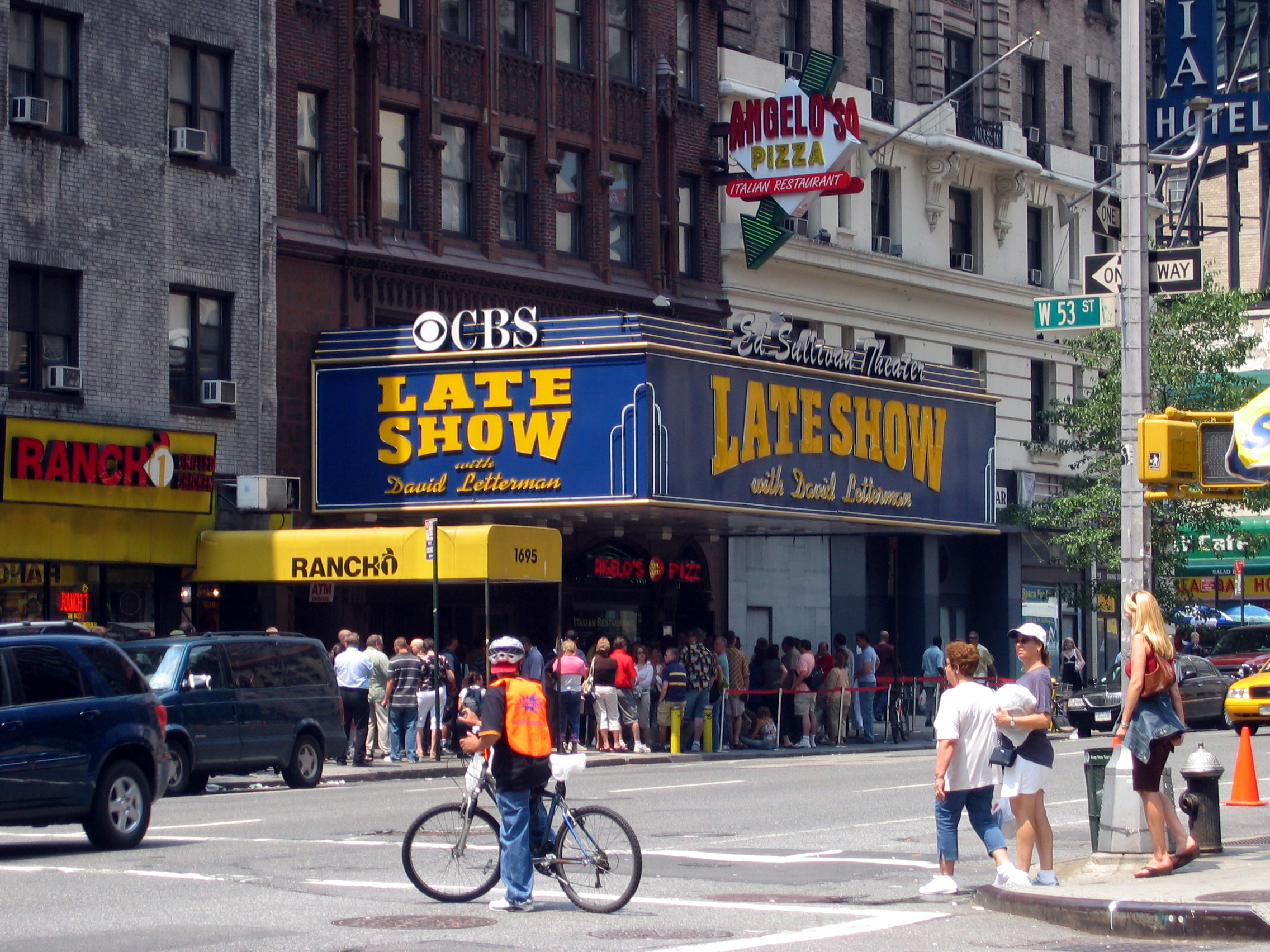
L'Ed Sullivan Theater a Broadway.

Edward Vincent Sullivan nacque il 28 settembre 1901 a Harlem, New York, figlio di Elizabeth F. Smith e Peter Arthur Sullivan, e crebbe a Port Chester, New York. La sua famiglia era di discendenza irlandese. Alle scuole superiori Ed fu un ottimo atleta, giocava a football americano, basket, baseball, e gareggiava in gare di atletica come velocista. Era inoltre il capitano della squadra di baseball della scuola, e con essa vinse parecchi titoli studenteschi.
Il 28 aprile 1930 sposò Sylvia Weinstein, cui restò legato fino alla morte della consorte, avvenuta il 16 marzo 1973. Sullivan aveva l'abitudine di telefonare alla moglie dopo ogni puntata del suo show per raccogliere le prime critiche sull'andamento della trasmissione. Dalla loro unione, nacque una figlia, Betty Sullivan, che sposò poi il produttore dello spettacolo televisivo, Bob Precht.
A Sullivan è dedicato uno dei teatri di Broadway dove si svolgeva l'Ed Sullivan Show e, dall'inizio degli anni novanta al 2015, si svolse il Late Show with David Letterman, talk-show di punta della CBS.

## Carriera

### Stampa
La sua prima attività fu quella di giornalista sportivo; in seguito approdò sulle colonne del New York Daily News per occuparsi di cronache del mondo dello spettacolo, fino a giungere a firmare un contratto con la CBS.

### Radio
Nel 1941, Sullivan condusse il programma radiofonico Summer Silver Theater, un varietà della CBS, con Will Bradley come bandleader e un ospite speciale presente in studio ogni settimana.

### Televisione

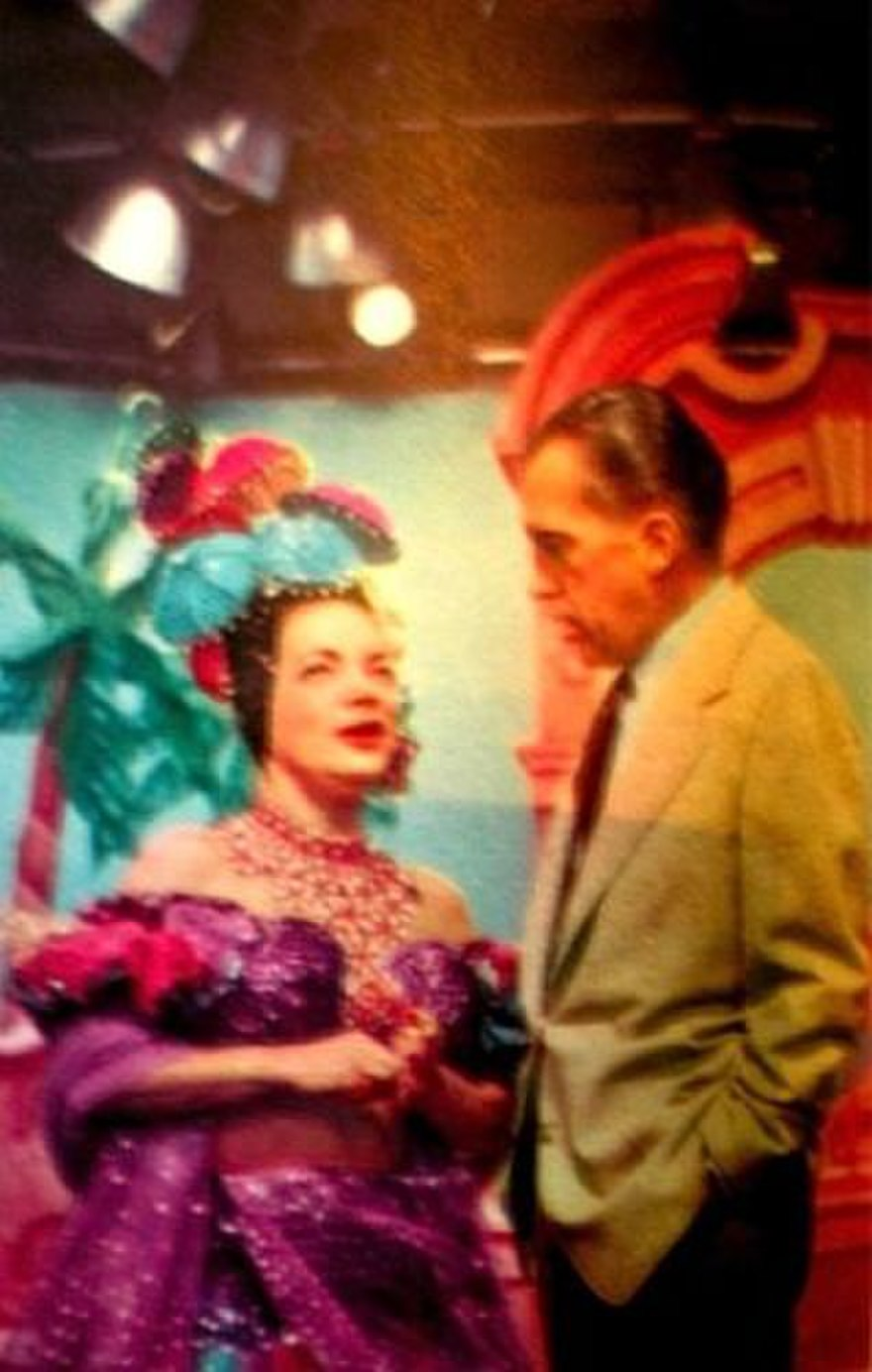
Carmen Miranda allEd Sullivan Show nel 1953.

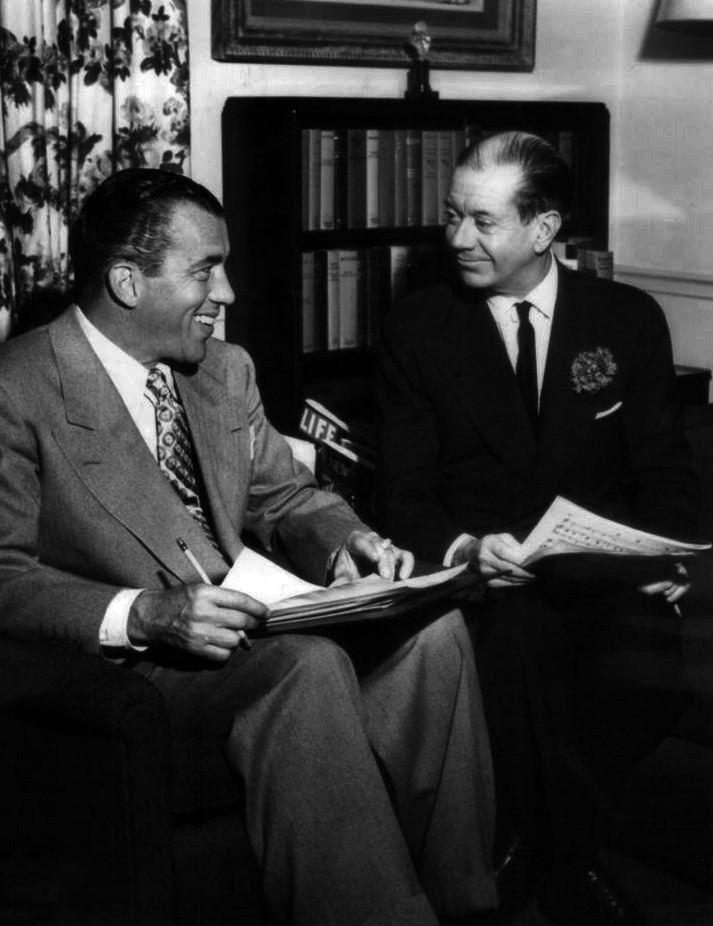
Sullivan con Cole Porter a Toast of the Town nel 1952.

Nel 1948, il produttore Marlo Lewis, venne incaricato dalla CBS di assumere Ed Sullivan per condurre uno show televisivo settimanale da mandare in onda il sabato sera, Toast of the Town, che successivamente cambiò nome in Ed Sullivan Show. Esordendo nel giugno 1948, lo show andava originariamente in onda dal Maxine Elliott Theatre sulla West 39th Street a New York. Nel gennaio 1953, la produzione si trasferì allo studio televisivo della CBS-TV Studio 50, al numero 1697 di Broadway (sulla 53rd Street), sempre a New York, che nel 1967 fu rinominato Ed Sullivan Theater. Lo Studio 50 era una ex stazione radiofonica della CBS, attiva dal 1936 al 1953, e prima ancora vi aveva sede l'Hammerstein Theatre, costruito nel 1927.
I critici televisivi accolsero freddamente il nuovo show e il suo conduttore. Harriet Van Horne scrisse che Sullivan "aveva ottenuto il posto non grazie alla sua personalità, ma proprio in virtù del fatto di non avere nessuna personalità". In tutta risposta, il conduttore le scrisse un biglietto di ringraziamento: "Cara Miss Van Horne, lei è una stronza. Cordiali saluti, Ed Sullivan".
La struttura delle puntate dello show seguiva pressappoco uno schema fisso dove erano presenti un numero di vaudeville (acrobati, giocolieri, prestigiatori, ecc.), uno o due comici famosi, un cantante, un attore o attrice teatrale, e per i bambini, un siparietto con "Topo Gigio, il piccolo topo italiano", o l'atleta sportivo del momento. Il cast della trasmissione era spesso internazionale, con numerosi artisti fatti arrivare direttamente dall'Europa per partecipare al programma, magari anche solo per una puntata.
Sullivan era molto autoironico e permetteva, se non incoraggiava, sue imitazioni da parte di John Byner, Frank Gorshin, Rich Little, e specialmente Will Jordan. Anche Johnny Carson una volta fece la sua imitazione, e persino Joan Rivers imitò la caratteristica postura di Sullivan. Gli imitatori esageravano volutamente la sua rigidezza, le spalle sollevate, il tono di voce nasale, insieme con alcune delle sue frasi di presentazione tipiche, come: «And now, right here on our stage... », «For all you youngsters out there... », e «a really big shew» (la sua pronuncia della parola "show"). Will Jordan impersonò Sullivan nei film 1964 - Allarme a N.Y. arrivano i Beatles!, The Buddy Holly Story, The Doors, Mr. sabato sera, Abbasso l'amore, e nel film-tv Elvis, il re del rock del 1979.
Il conduttore ispirò una canzone del musical Bye Bye Birdie, e nel 1963, apparve egli stesso nell'adattamento cinematografico Ciao, ciao Birdie.

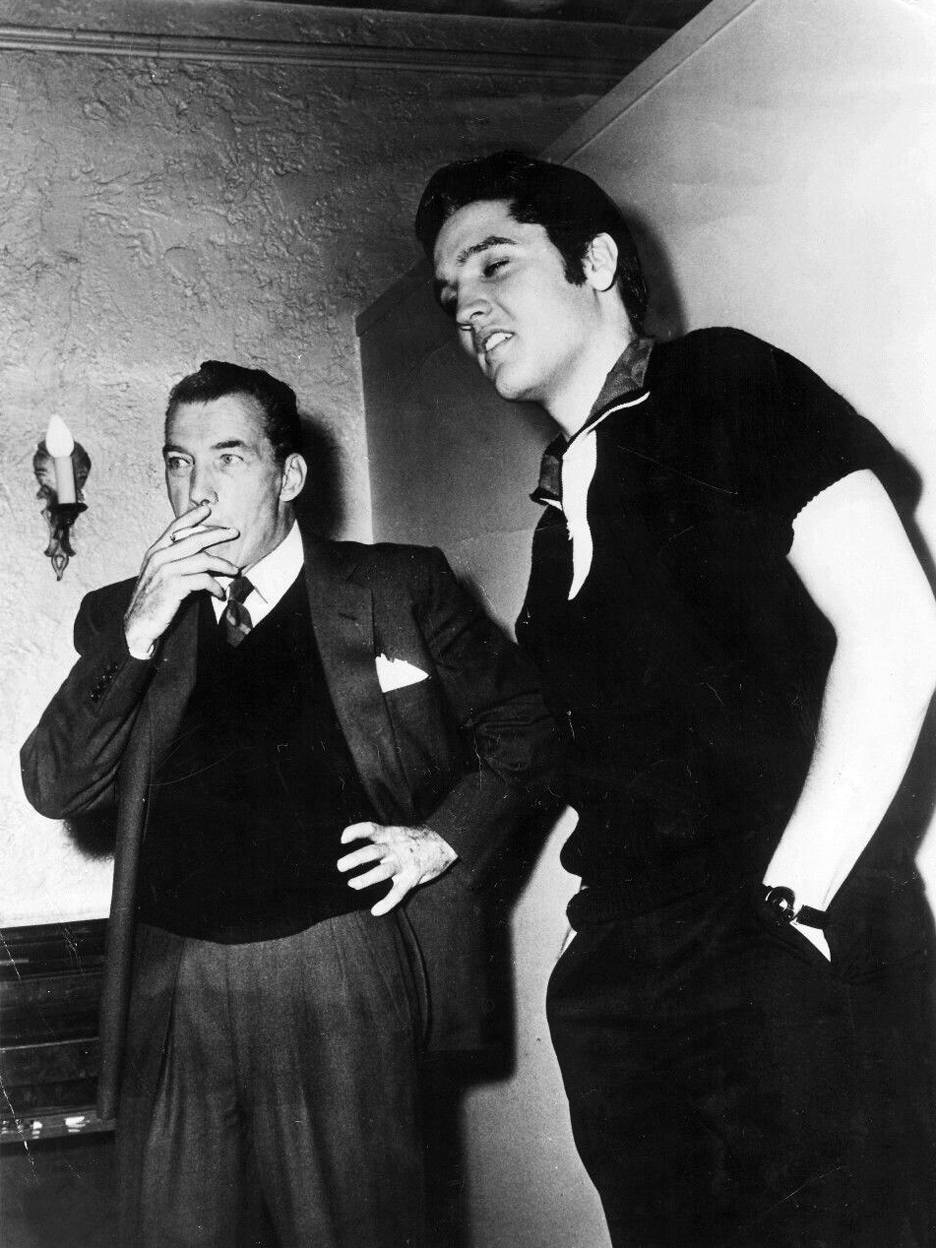
Ed Sullivan con Elvis, ottobre 1956.

Negli anni cinquanta e sessanta, Sullivan fu un grande scopritore di talenti in quanto, grazie alle esibizioni nel suo show, molti artisti riuscirono a farsi conoscere e a sfondare definitivamente nel mondo dello spettacolo. Aveva un fiuto particolare nello scegliere un nuovo talento da promuovere e non lesinava investimenti importanti per assicurarsi di averli in esclusiva in trasmissione. Si dice che Sullivan abbia detto: «Nella conduzione del mio proprio show, non ho mai chiesto a un performer la sua religione, razza o orientamento politico. Gli artisti vengono ingaggiati secondo le loro abilità. Credo che questa sia una tra le altre qualità del nostro show che lo ha reso vincente».
Anche se Sullivan era diffidente nei confronti dell'immagine da "cattivo ragazzo" di Elvis Presley, e inizialmente aveva dichiarato che non lo avrebbe mai invitato in trasmissione, Presley diventò in breve tempo un nome troppo importante per essere semplicemente ignorato; nel 1956, il cantante venne contattato per un contratto di tre apparizioni all'Ed Sullivan Show. Nell'agosto 1956, Sullivan ebbe un incidente automobilistico nei pressi di Southbury, Connecticut, e non poté essere presente in occasione della prima partecipazione di Elvis allo show il 9 settembre. Fu quindi Charles Laughton a presentare Presley al pubblico in sua assenza. Quando Ed tornò operativo, il pubblico notò un cambiamento nel tono della sua voce. Dopo che conobbe personalmente Presley, egli fece ammenda scusandosi con i telespettatori delle sue perplessità iniziali dichiarando che Elvis era "un vero bravo ragazzo".

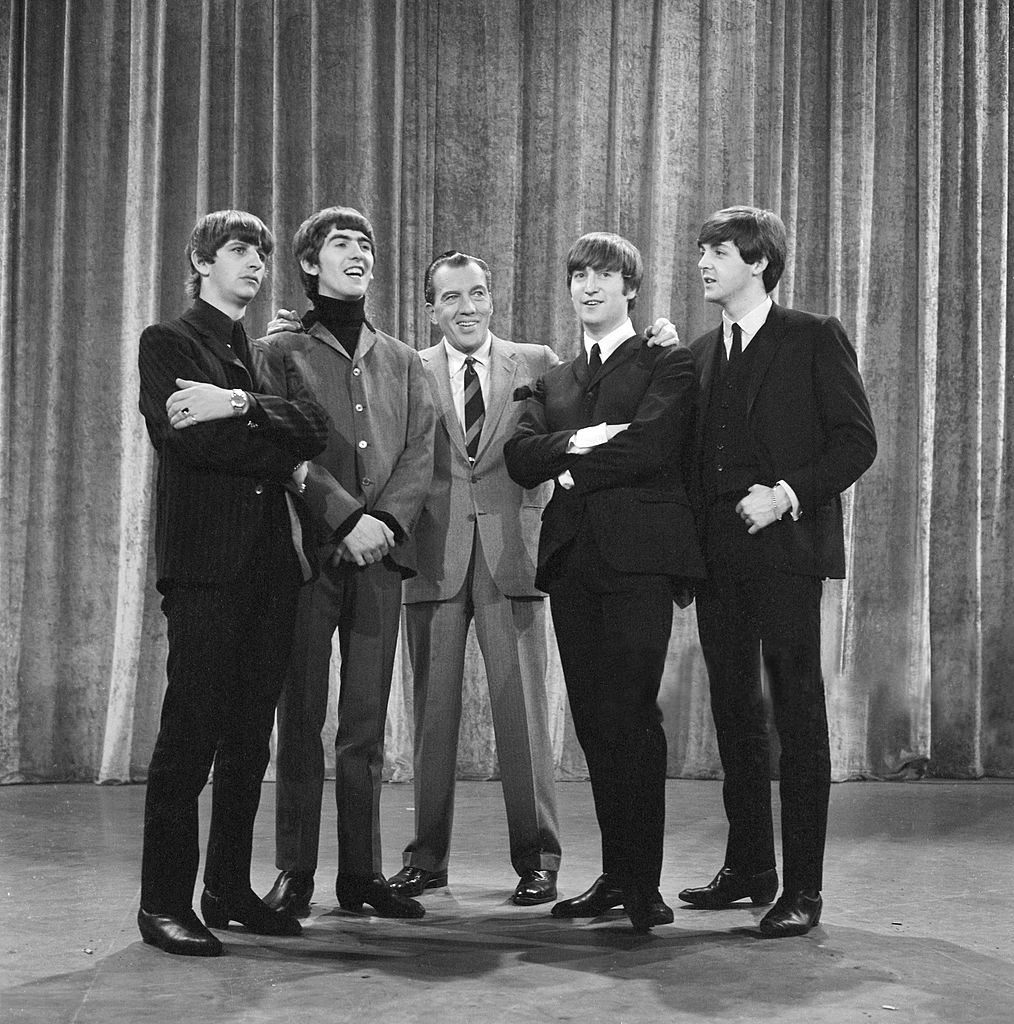
Ed Sullivan insieme con i Beatles nel 1964.

Nel novembre 1963, mentre si trova all'aeroporto di Heathrow, Sullivan fu testimone diretto della Beatlemania incrociando la band che tornava in patria dopo una tournée in Svezia. All'inizio era incerto se invitare i Beatles in trasmissione dato che all'epoca non avevano nessun singolo di successo negli Stati Uniti, ma dietro consiglio di un amico, il leggendario impresario Sid Bernstein, Sullivan fece firmare un contratto in esclusiva al gruppo. La prima delle loro apparizioni al The Ed Sullivan Show ebbe luogo il 9 febbraio 1964, e si rivelò essere la trasmissione tv più vista di sempre fino a quel momento, restando a tutt'oggi uno dei programmi con il maggior numero di spettatori di tutti i tempi. I Beatles apparvero allo show altre tre volte di persona, e in seguito inviando dei filmati promozionali appositamente registrati per la trasmissione.
A differenza di molti presentatori di spettacoli dell'epoca, Sullivan chiedeva agli artisti musicali di suonare dal vivo, senza playback, anche se alcune eccezioni erano comunque ammesse.
Sullivan apprezzava molto gli artisti afroamericani. Secondo il biografo Gerald Nachman, "molti show televisivi dell'epoca invitavano in trasmissione artisti di colore ritenuti "accettabili" dal pubblico mainstream come Louis Armstrong, Pearl Bailey e Sammy Davis Jr. ... ma agli inizi degli anni cinquanta, molto tempo prima che diventasse una moda, Sullivan presentò all'interno del suo programma artisti afroamericani poco conosciuti che aveva visto e gli erano piaciuti in locali di Harlem - leggende quali Peg Leg Bates, Pigmeat Markham e Tim Moore ... completamente ignoti all'America bianca." Nel suo show passarono anche Bo Diddley, Platters, Aretha Franklin, Brook Benton, Jackie Wilson, Fats Domino, e numerosi artisti della Motown, inclusi Jackson 5 e le Supremes (che apparvero per ben 17 volte). Come scrisse il critico John Leonard, "non c'era un artista nero importante che non fosse apparso allo show di Ed".
Talvolta egli ricevette anche delle pressioni da parte di alcuni sponsor per escludere qualche artista nero dalla trasmissione, o per evitare di interagire troppo con essi. Per esempio, una concessionaria della Ford si lamentò quando egli baciò sulla guancia Pearl Bailey e strinse la mano a Nat King Cole. Secondo il biografo Jerry Bowles, "una volta un dirigente della Ford fu buttato fuori dal suo ufficio dopo che aveva suggerito a Sullivan di smettere di invitare in trasmissione così tanti artisti neri". E un rivenditore d'auto di Cleveland una volta gli disse: «Capiamo che devi invitare dei negri nel tuo show. Ma devi proprio mettere il braccio attorno alle spalle di Bill "Bojangles" Robinson alla fine del suo balletto?».
Sullivan stesso partecipò anche a qualche programma televisivo in qualità di ospite, inclusa una partecipazione nell'aprile 1958 in una puntata della sitcom Mr. Adams and Eve della CBS, con Howard Duff e Ida Lupino. Il 14 settembre 1958, Sullivan apparve al gioco a premi What's My Line? in qualità di ospite misterioso, e mostrò la sua vena comica indossando una maschera di gomma da cavernicolo.

## Personalità

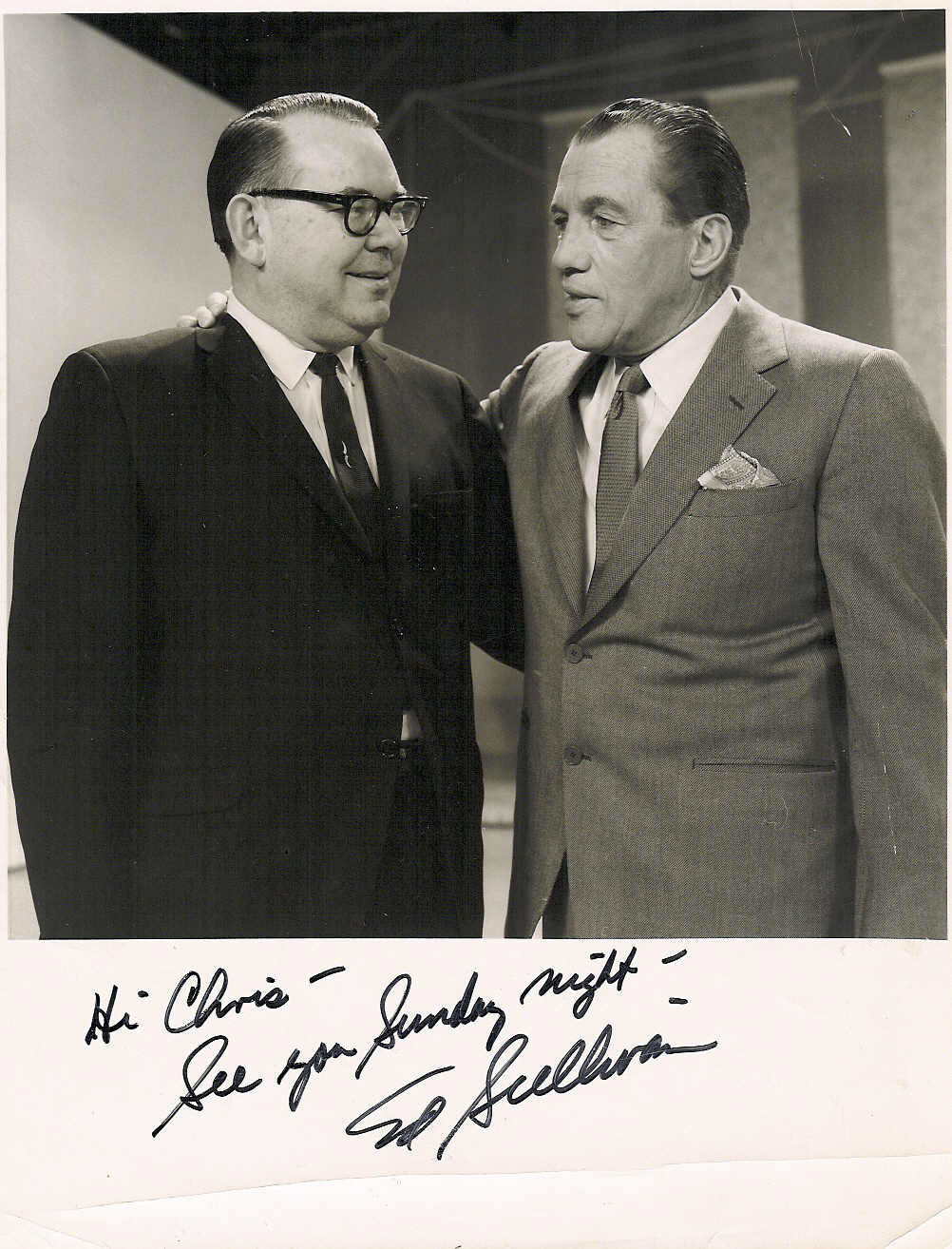
Ed Sullivan (a destra) insieme con Chris Griffin nel 1953.

Sullivan era pronto a offendersi se sentiva di essere stato attaccato (o sfidato) da qualcuno, e poteva "legarsela al dito" per lungo tempo. Bo Diddley, Buddy Holly, Jackie Mason, David Crosby e Jim Morrison ebbero tutti dei dissidi con il conduttore.
In occasione della sua seconda partecipazione allo show di Sullivan nel 1955, Bo Diddley aveva in mente di eseguire il suo omonimo successo Bo Diddley, ma Sullivan gli disse invece di suonare Sixteen Tons di Tennessee Ernie Ford. «Sarebbe stata la fine della mia carriera all'istante» disse Diddley al suo biografo, così egli decise di cantare Bo Diddley ugualmente. Sullivan si infuriò e come riportato da Diddley stesso gli disse: «Sei il primo ragazzo nero che mi abbia mai contraddetto nello show»; e dopo questo non ebbero più molto a che fare l'uno con l'altro. Successivamente, Diddley fece notare come Elvis Presley, che lui accusava di aver copiato il suo stile e il suo rivoluzionario beat, ricevesse le attenzioni da Sullivan che lui non aveva mai avuto. Inoltre aggiunse: «Non mi pagarono mai».

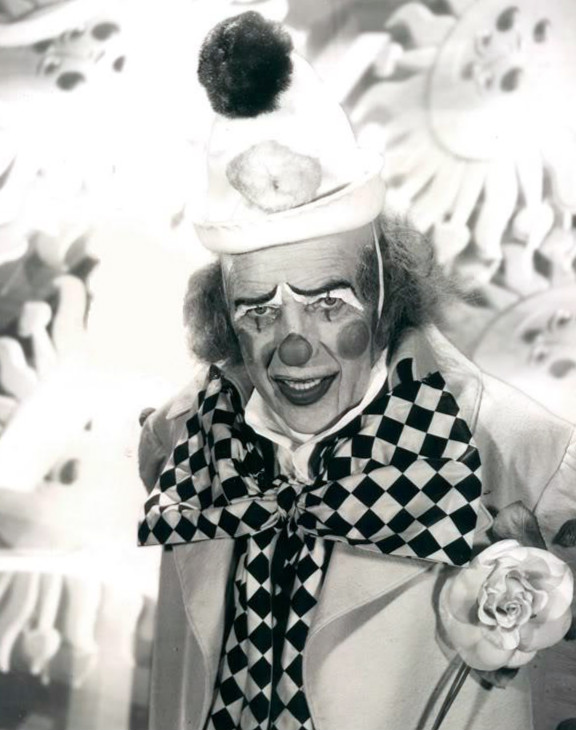
Sullivan, in costume da clown, presenta lo speciale Clownaround nel 1972.

Buddy Holly & The Crickets apparvero per la prima volta al The Ed Sullivan Show nel 1957 ricevendo un responso entusiasta. In occasione della seconda partecipazione nel gennaio 1958, Sullivan considerò che il testo della canzone Oh, Boy! era troppo suggestivo, e ordinò a Holly di sostituirla con un altro brano. Holly rispose che ormai aveva già promesso ai suoi amici in Texas che avrebbe cantato Oh, Boy! per loro. Sullivan, infastidito dal fatto che le sue istruzioni erano state discusse, rispose con ira ribadendo la richiesta, ma Holly si rifiutò di acconsentire. Più tardi, quando la band ritardò a presentarsi sul palco per le prove, Sullivan commentò: «Mi sembra di capire che i Crickets non siano troppo eccitati di essere al The Ed Sullivan Show». Holly, ancora indisposto dall'atteggiamento del conduttore, replicò: «Spero che siano più eccitati di me!». Sullivan reagì tagliando un numero musicale della band, e sbagliando la pronuncia del nome di Holly durante la presentazione. Nondimeno, la band fu accolta così bene dal pubblico che Sullivan fu costretto a richiamarli ancora in trasmissione; ma Holly rifiutò.
Quando i Byrds si esibirono il 12 dicembre 1965, David Crosby litigò furiosamente con il conduttore. Non tornarono mai più nel programma.
Sullivan decise che il verso: «Girl, we couldn't get much higher», tratto dalla canzone Light My Fire dei Doors, conteneva un riferimento alle droghe troppo evidente, e ordinò di cambiare le parole in «Girl, we couldn't get much better» in occasione della partecipazione del gruppo alla trasmissione nel settembre 1967. I membri della band "sembrarono dare il proprio assenso", ma poi la canzone venne eseguita con il verso incriminato. Dopo la puntata, il produttore Bob Precht disse ai Doors: «Mr. Sullivan vi voleva per altre sei apparizioni allo show, ma adesso non lavorerete mai più al The Ed Sullivan Show». Sullivan, fedele alla parola data, non invitò mai più la band in trasmissione.
A differenza dei Doors, nel 1967 i Rolling Stones cedettero alle pressioni di Sullivan durante la loro quinta apparizione allo show, accettando di modificare il titolo della loro canzone Let's Spend the Night Together in Let's Spend Some Time Together. Mick Jagger comunque, mentre gli Stones si esibivano, cantò deliberatamente le parole alterate some time, ruotando gli occhi verso l'alto con fare annoiato e insofferente, evidenziando così la censura subita.
Moe Howard de I tre marmittoni ricordò nel 1975 che Sullivan aveva qualche problema di memoria: «Ed era un brav'uomo, ma per essere un uomo di spettacolo, abbastanza smemorato. Alla nostra prima apparizione, ci presentò come i "tre fratelli Ritz". E poi si salvò in extremis aggiungendo: ...che però assomigliano molto ai tre marmittoni».
Diana Ross, che era molto affezionata a Sullivan, ricordò in seguito le sue amnesie verificatesi in molte occasioni nelle quali le Supremes si esibirono allo show. In un'intervista del 1995 al Late Show with David Letterman, lei disse: «Non si ricordava mai i nostri nomi. Ci chiamava "le ragazze"».
Nel corso di una conferenza stampa del 1990, Paul McCartney raccontò di aver nuovamente incontrato Ed Sullivan nei primi anni settanta. Sullivan sembrò apparentemente non avere idea di chi egli fosse. McCartney cercò di farsi riconoscere dicendogli era stato uno dei Beatles, ma Sullivan annuì senza convinzione, sorrise stringendogli la mano e poi semplicemente se ne andò. In un'intervista con Howard Stern nel 2012, Joan Rivers disse che Ed Sullivan soffriva di demenza senile negli ultimi anni di vita.

## Politica
Sullivan, come molti altri intrattenitori statunitensi, restò coinvolto nell'anticomunismo in voga durante il periodo della Guerra fredda di fine anni quaranta e inizio cinquanta. L'apparizione del ballerino Paul Draper programmata per il gennaio 1950 a Toast of the Town, fu a serio rischio di cancellazione su insistenza di Hester McCullough, un attivista nella caccia ai soggetti "sovversivi". Draper negò le accuse, e partecipò allo show come programmato.
Dopo l'incidente con Draper, Sullivan incominciò a collaborare strettamente con Theodore Kirkpatrick del giornale anticomunista Counterattack, in modo da evitare qualsiasi polemica. Si consultava con Kirkpatrick sull'"accettabilità politica" dei potenziali ospiti.
Le ripercussioni della guerra fredda si manifestarono sotto vari aspetti quando Bob Dylan fu scritturato per apparire allo show nel maggio 1963. Il cantautore avrebbe voluto eseguire la sua canzone Talkin' John Birch Paranoid Blues, che nel testo si prendeva gioco dell'ultraconservatrice John Birch Society e della sua tendenza a vedere cospirazioni comuniste dappertutto. Nessuna obiezione venne mossa da chicchessia, incluso Sullivan, durante le prove, ma il giorno della trasmissione, la CBS mise il veto all'esecuzione del pezzo, ritenuto troppo polemico. A Dylan fu offerta la possibilità di scegliere un'altra canzone, ma invece egli decise di non partecipare proprio al programma, in segno di protesta contro la censura. La notizia ebbe parecchio risalto nei giorni successivi; e Sullivan denunciò la decisione del network in varie interviste.
Nel 1956, Ingrid Bergman, che viveva in "esilio" in Europa sin dal 1950 dopo lo scandalo della sua relazione extraconiugale con il regista Roberto Rossellini; stava preparando il suo ritorno a Hollywood come protagonista del film Anastasia. Ed Sullivan, sicuro del fatto che il pubblico americano le avrebbe dato il benvenuto, la invitò in trasmissione e volò in Europa per intervistarla, insieme con Yul Brynner, e Helen Hayes sul set di Anastasia. Una volta tornato a New York, il network informò Sullivan che in nessuna circostanza sarebbe stato permesso alla Bergman di partecipare allo show.

## Vita privata

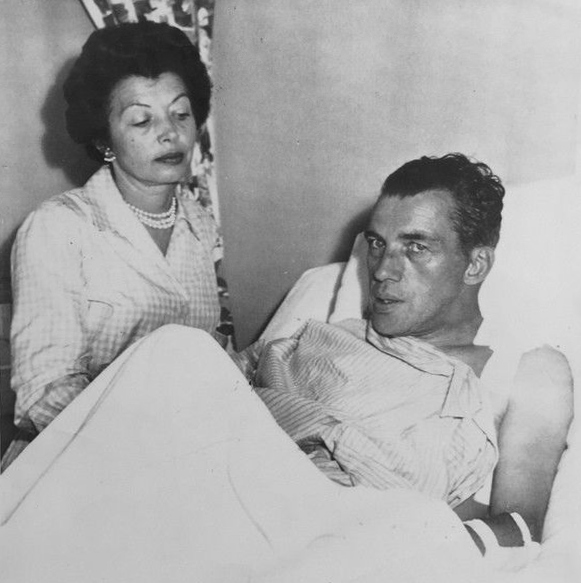
Ed Sullivan insieme con la moglie in ospedale dopo il suo incidente automobilistico del 1956.

Da ragazzo Sullivan fu fidanzato con la campionessa di nuoto Sybil Bauer, ma la donna morì di cancro nel 1927 all'età di soli 23 anni. Nel 1926, Ed incominciò a frequentare Sylvia Weinstein, una ragazza della buona borghesia ebraica. La Weinstein cercò di nascondere alla sua famiglia che stava uscendo con un ragazzo cattolico, ma il fratello riconobbe Ed Sullivan. Dato che anche i famigliari di Sullivan erano contrari a un matrimonio cattolico-giudaico, la relazione tra i due si trascinò in fase di stallo per tre anni. Si sposarono finalmente il 28 aprile 1930, in comune, e un anno dopo Sylvia diede alla luce Elizabeth ("Betty"), così chiamata in onore della madre di Sullivan, morta poco tempo prima.
I coniugi Sullivan facevano molta vita di società, mangiavano fuori cinque sere a settimana in locali e ristoranti prestigiosi dell'epoca come lo Stork Club, il Danny’s Hideaway e il Jimmy Kelly’s. In quei luoghi Sullivan ebbe la possibilità di entrare in contatto con gente ricca e famosa; divenne amico di alcuni presidenti degli Stati Uniti ed ebbe udienze con vari Papi in Vaticano. Nel 1952, Betty Sullivan sposò il produttore del The Ed Sullivan Show, Bob Precht. Dai Precht, Ed ebbe cinque nipotini: Robert Edward, Carla Elizabeth, Vincent Henry, Andrew Sullivan e Margo Elizabeth. Nel 1944 i Sullivan presero in affitto una suite all'Hotel Delmonico dopo aver vissuto per molti anni presso l'Hotel Astor a Times Square. Ed Sullivan prese anche un'altra suite accanto a quella dove viveva con la moglie, per usarla come ufficio e luogo di lavoro. Tale pratica andò avanti fino alla cancellazione dell'Ed Sullivan Show nel 1971.

## Ultimi anni e morte

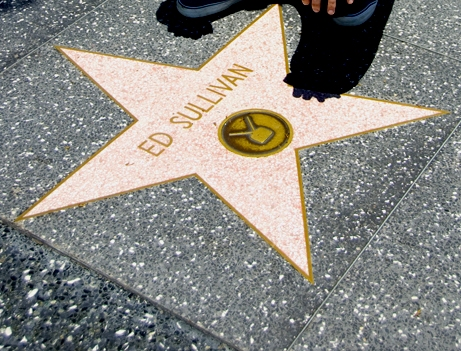
La stella di Ed Sullivan sulla Hollywood Walk of Fame al 6101 di Hollywood Blvd.

Alla fine del 1965, la CBS incominciò a trasmettere a colori i propri programmi televisivi settimanali. Sebbene lo show di Sullivan andasse in diretta in gran parte del territorio statunitense, veniva registrato per essere trasmesso in differita in alcune zone montane e sulle coste del Pacifico.
Nel 1971, gli ascolti dello show erano in netto calo. Nel tentativo di rinnovare il network, la CBS cancellò il programma insieme con altre trasmissioni di vecchia data. Sullivan andò su tutte le furie e si rifiutò di condurre una puntata finale speciale, anche se rimase con il network in vari altri ruoli e presentò uno speciale per il venticinquesimo anniversario dello show nel giugno 1973.
All'inizio del settembre 1974, una radiografia rivelò che Sullivan aveva un tumore all'esofago in fase avanzata. I medici dissero che gli rimaneva poco da vivere, e la famiglia scelse di tenere segreta la diagnosi allo stesso Sullivan. Egli, credendo ancora di essere soltanto malato d'ulcera, morì cinque settimane dopo, il 13 ottobre 1974, al Lenox Hill Hospital di New York; all'età di 73 anni. Il suo funerale si tenne presso la St. Patrick's Cathedral e vi parteciparono 3.000 persone. Ed Sullivan venne sepolto in una cripta nel Ferncliff Cemetery di Hartsdale, New York.

## Filmografia

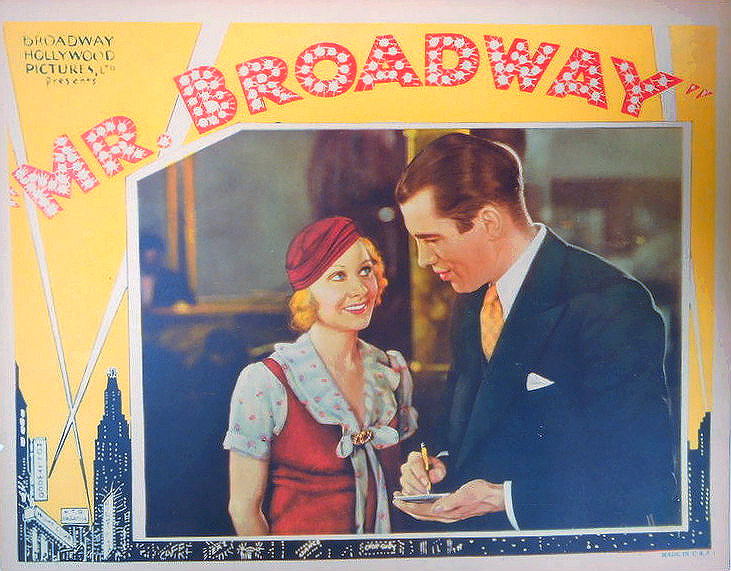
Locandina del film Mr. Broadway, 1933.

### Attore
- Mr. Broadway, regia di Johnnie Walker (1933)
- Big Town Czar, regia di Arthur Lubin (1939)
- Senior Prom, regia di David Lowell Rich (1958)
- The Ballad of Louie the Louse, regia di Greg Garrison (1959) - film tv
- Angeli con la pistola (Pocketful of Miracles), regia di Frank Capra (1961)
- Ciao, ciao Birdie (Bye Bye Birdie), regia di George Sidney (1963)
- Jerry 8¾ (The Patsy), regia di Jerry Lewis (1964)
- Dominique (The Singing Nun), regia di Henry Koster (1966)
- Questi pazzi agenti segreti! (The Last of the Secret Agents?), regia di Norman Abbott (1966)
- The Phynx, regia di Lee H. Katzin (1970)

### Sceneggiatore
- Mr. Broadway, regia di Johnnie Walker e, non accreditato, Edgar G. Ulmer - soggetto e sceneggiatura (1933)
- Gioia di vivere (Merrily We Live), regia di Norman Z. McLeod - dialoghi addizionali, non accreditato (1938)
- L'amore bussa tre volte (There Goes My Heart), regia di Norman Z. McLeod (1938)
- Big Town Czar, regia di Arthur Lubin (1939)
- Alice in Movieland, regia di Jean Negulesco (1940)
- Ma! He's Making Eyes at Me, regia di Harold D. Schuster (1940)